# Енді Вільямс (співак)
Е́нді Ві́льямс (англ. Andy Williams, повне ім'я Го́вард Ендрю Вільямс (англ. Howard Andrew Williams); 3 грудня 1927 Волл-Лейк, Айова — 25 вересня 2012) — американський естрадний виконавець та актор, який вирізнявся потужним голосом і невимушеною, розкутою манерою виконання. Енді Вільямс записав 18 золотих і 3 платинових альбоми. Вів власне телешоу під назвою The Andy Williams Show з 1962 по 1971 рік та з'являвся ще у декількох телевізійних передачах.

## Біографія
Енді Вільямс народився у містечку Волл-Лейк, штат Айова у сім'ї Джея Емерсона та Флоренс Емерсон (до шлюбу Фінлі). Вільямс навчався у Western Hills High School (Цинцинаті), проте після переїзду сім'ї до Каліфорнії перейшов до University High School у Західному Лос-Анджелесі. Він мав трьох старших братів: Боба, Дона та Діка.
Починав кар'єру у складі квартету братів Вільямсів (The Williams Brothers), у складі якого, після переїзду до Лос-Анджелеса допоміг Бінгові Кросбі записати у 1944 році один з його найбільших хітів Swinging on а Star. З 1952 року почав виступати соло. У 1956 році вперше потрапив до верхньої десятки Billboard Hot 100 з вокальною версією інструментальної композиції Canadian Sunset, а наступного року потрапив на перше місце з піснею Butterfly, манера виконання якої нагадувала Елвіса Преслі.
У 1960-і роки Вільямс став вести власне телешоу та замінив молодіжний репертуар синглів на репертуар альбомів орієнтованих на дорослішу аудиторію. Піком його кар'єри став 1971 рік, коли він записав пісню Speak Softly Love для оскароносного фільму «Хрещений батько» і випустив ще один шляґер, що залишається його візитною карткою — Where Do I Begin.
Був власником музичного театру — «Moon River» в місті Бренсон (Міссурі).

## Особисте життя
У 1975 році Вільямс розлучився зі своєю дружиною — співачкою Клодін Лонжі. У 1991 році одружився з Деббі Меєр.

Помер після тривалої боротьби з раком сечового міхура 25 вересня 2012 року у 84-річному віці.

## Дискографія
- 2006 — I Don't Remember Ever Growing Up
- 2002 — Andy -Bonus Tracks
- 2002 — Easy Does It
- 2001 — To You Sweetheart, Aloha -Bonus Tracks
- 2001 — Andy Williams Live: Christmas Treasures
- 1998 — Branson City Limits
- 1997 — It's a Wonderful Christmas
- 1997 — We Need a Little Christmas
- 1991 — Nashville
- 1990 — I Still Believe in Santa Claus
- 1986 — Close Enough for Love
- 1984 — Greatest Love Classics
- 1976 — Andy
- 1975 — The Other Side of Me
- 1974 — Christmas Present
- 1974 — The Way We Were
- 1974 — You Lay So Easy on My Mind
- 1973 — The Sound of Music
- 1973 — Solitaire
- 1972 — Love Theme From "The Godfather"
- 1972 — Alone Again (Naturally)
- 1971 — You've Got a Friend
- 1971 — Love Story
- 1970 — Raindrops Keep Fallin’ on My Head
- 1970 — The Andy Williams Show
- 1969 — Get Together With Andy Williams
- 1969 — Happy Heart
- 1968 — Honey
- 1967 — Love, Andy
- 1967 — Born Free
- 1966 — In the Arms of Love
- 1966 — The Shadow of Your Smile
- 1965 — Merry Christmas
- 1965 — Dear Heart
- 1964 — The Great Songs From "My Fair Lady" & Other Broadway Hits
- 1964 — The Academy Award Winning "Call Me Irresponsible"
- 1964 — The Wonderful World of Andy Williams
- 1963 — Days of Wine and Roses
- 1963 — The Andy Williams Christmas Album
- 1963 — Can't Get Used to Losing You
- 1962 — Warm and Willing
- 1962 — Moon River & Other Great Movie Themes
- 1962 — Danny Boy and Other Songs I Love to Sing
- 1961 — Under Paris Skies
- 1960 — The Village of St. Bernadette
- 1959 — Lonely Street
- 1959 — Andy Williams Sings Steve Allen
- 1959 — To You Sweetheart, Aloha
- 1959 — Two Time Winners
- 1959 — Andy Williams Sings Rodgers & Hammerstein

## Фільмографія
- 1944 — Janie
- 1944 — Kansas City Kitty
- 1947 — Ladies' Man
- 1947 — Something in the Wind
- 1960 — The Man in the Moon
- 1964 — I'd Rather Be Rich
- 1999 — Dorival Caymmi (документальний)
- 2009 — Sebring (документальний)